# Йоханес Брамс
Йоханес Брамс (на немски: Johannes Brahms, [joːˈhanəs ˈbʁaːms]) е германски композитор, пианист и диригент, един от водещите представители на романтизма в музиката.
Роден в Хамбург в лутеранско семейство, основната част от кариерата на Брамс протича във Виена, където той се превръща в лидер на музикалната сцена. Още докато е жив той се ползва с голяма популярност и влияние и е сравняван с класически композитори като Йохан Себастиан Бах и Лудвиг ван Бетховен.
Йоханес Брамс композира за пиано, камерни ансамбли, симфонични оркестри, както и вокални и хорови произведения. Самият той виртуозен пианист, Брамс изпълнява премиерно много от своите произведения, но също така работи с някои от водещите изпълнители на епохата, като пианистката Клара Шуман и цигуларя Йозеф Йоахим, с които е близък приятел. Брамс е безкомпромисен перфекционист и унищожава някои от своите композиции, а други оставя непубликувани, но и днес негови произведения са основен елемент в концертния репертоар.
Брамс е смятан от своите съвременници и от по-късните изследователи едновременно за традиционалист и новатор. Корените на музиката му са в структурите и композиционните техники на бароковите и класически майстори. Той е майстор на контрапункта, комплексния и силно дисциплиниращ метод на композиране, с който е известен Йохан Себастиан Бах, както и на музикалното развитие, композиционен подход, утвърден от Йозеф Хайдн, Волфганг Амадеус Моцарт и Лудвиг ван Бетховен. Брамс се стреми да отдава чест на „чистотата“ на тези „германски“ структури и да ги адаптира към романтичното усещане, като при този процес изгражда смели нови подходи към хармонията и мелодията. Макар много негови съвременници да смятат музиката му за твърде академична, от неговия принос и умение се възхищават по-късни композитори с различни възгледи – от прогресивния Арнолд Шьонберг до консервативния Едуард Елгар.

## Биография

### Произход и младежки години
Йоханес Брамс е роден на 7 май 1833 г. в град Хамбург, който по това време е независима държава. Баща му, Йохан Якоб Брамс (1806 – 1872), идва в града през 1826 година от областта Дитмаршен, за да стане музикант. Той свири на различни инструменти, но обикновено е наеман като изпълнител на валдхорна и контрабас. През 1830 г. той се жени за Йохана Хенрика Кристиане Нисен (1789 – 1865), шивачка, която е 17 години по-възрастна от него, но дотогава не се е омъжвала. Йоханес Брамс има по-голяма сестра, Елизабет, и по-малък брат, Фридрих. Фридрих също става пианист, но засенчен от славата на брат си, живее известно време в Каракас, преди да се върне като учител в Хамбург.
През 1830 г. Йохан Якоб Брамс става валдхорнист в Хамбургската милиция, а след това – контрабасист в Градския театър и Филхармоничното дружество. Първоначално семейството живее в квартала Генгефиртел близо до пристанището, но с подобряване на материалното им положение се преместват в малка къща в Дамторвал.
Първоначалното си музикално обучение Йоханес Брамс получава от своя баща, учи се да свири на цигулка и виолончело. От седемгодишен учи пиано при Ото Фридрих Вилибалд Косел, който се оплаква, че Брамс „би могъл да стане толкова добър изпълнител, но не спира с непрестанното си композиране“. На десет години той дебютира като изпълнител на частен концерт, участвайки в изпълнения на Квинтет за пиано и духови на Лудвиг ван Бетховен и квартет за пиано от Волфганг Амадеус Моцарт, както и на солов етюд от Анри Херц. Към 1845 г. е написал соната за пиано в сол минор. Родителите му не одобряват първите му опити за композиране, смятайки че има по-добри възможности за кариера като изпълнител.
Между 1845 и 1848 г. Брамс учи пиано при учителя на Ото Косел Едуард Марксен, който се познава лично с Бетховен и Франц Шуберт, възхищава се от работите на Моцарт и Йозеф Хайдн и е почитател на Йохан Себастиан Бах. Марксен предава на Брамс традицията на тези композитори и има грижата опитите на самия Брамс да следват същия път. През 1847 г. Брамс изнася първия си самостоятелен концерт в Хамбург с „Фантазия“ на Сигизмунд Талберг, а първият му пълен пиано рецитал през 1848 г. включва фуга от Бах, както и композиции на Марксен и съвременни виртуози, като Якоб Розенхайн. Втори рецитал през април 1849 г. включва Бетховеновата Соната за пиано №21 и валсова фантазия от негови собствени композиции и предизвиква благоприятни отзиви в печата.
Композициите на Брамс от този период включват музика за пиано, камерна музика и произведения за мъжки вокален хор. През 1849 година хамбургското издателство „Кранц“ публикува под псевдонима Г. В. Маркс негови аранжименти и фантазии за пиано. Най-ранните произведения, признати от самия Брамс – „Скерцо“ и песента „Хаймкер“ – датират от 1851 г. По-късно Брамс систематично унищожава ранните си произведения, като дори през 1880 г. пише на своята приятелка Елизе Гиземан да му изпрати негов ръкопис с хорова музика, за да може да го унищожи.
Историите за това, че обеднелият млад Брамс е свирил в кръчми и бордеи, имат анекдотичен произход и съвременните изследователи ги отхвърлят. Семейството на Брамс е относително заможно, а законодателството на Хамбург стриктно забранява достъпа на малолетни до публичните домове и изпълнението на музика в тях.

### Шуман и Войната на романтиците
През 1850 г. Йоханес Брамс се запознава с унгарския цигулар Еде Ремени и му акомпанира в поредица рецитали през следващите няколко години. Чрез него той се запознава с музиката в цигански стил, като чардаша, който по-късно става основа на едни от най-популярните му композиции – двете поредици „Унгарски танци“ от 1869 и 1880 г. През същата година Брамс прави първия си опит за контакт с Роберт Шуман – по време на негово посещение в Хамбург приятели убеждават Брамс да му изпрати свои композиции, но пакетът е върнат без да е отварян.
Изпълненията и композициите на Йоханес Брамс за пръв път привличат вниманието на публиката, когато през пролетта на 1853 г. той акомпанира на Еде Ремени по време на негово турне в Германия. В края на май двамата посещават цигуларя и композитор Йозеф Йоахим в Хановер. По-рано Брамс е останал впечатлен от негово изпълнение на соловата партия в „Концерт за цигулка и оркестър“ на Бетховен. Той изпълнява някои от собствените си солови пиеси за пиано пред Йоахим, който половин век по-късно си спомня: „Никога в моя артистичен живот не съм бил по-дълбоко въодушевен“. Това е началото на трайно приятелство, преминало през кратък труден период, когато през 1883 година Брамс се застъпва за съпругата на Йоахим по време на развода им. Брамс също се възхищава от Йоахим като композитор и през 1856 г. двамата провеждат упражнение за взаимно обучение, за да подобрят уменията си, по думите на Брамс, в „двойния контрапункт, каноните, фугите, прелюдите и каквото и да е“.
По време на турнето с Ремени Брамс се запознава и с Франц Лист, Петер Корнелиус и Йоахим Раф във Ваймар. Във Ваймар Брамс влиза в конфликт с Ремени, след като заспива, докато Лист изпълнява своята „Соната за пиано“. По-късно Брамс се извинява, оправдавайки се с умора от пътуването, но случаят и други несъгласия стават причина малко по-късно Брамс и Ремени да прекратят съвместната си работа.
През октомври 1853 г. Йоханес Брамс посещава Дюселдорф и, с препоръчително писмо от Йозеф Йоахим, е приет от Роберт Шуман и съпругата му Клара. Шуман, силно впечатлен и доволен от таланта на двадесетгодишния си гост, публикува статия, озаглавена „Нови пътища“ („Neue Bahne“) в броя от 28 октомври на списание „Нойе Цайтшрифт фюр Мюзик“, обявявайки Брамс за човека, „чиято съдба е да даде израз на епохата по най-възвишен и идеален начин“. Тези похвали може би са усилили самокритичността на Брамс и са засегнали неговото самочувствие. През ноември той пише на Шуман, че неговата похвала „ще създаде такива извънредни очаквания у публиката, че на знам как мога да започна да ги изпълнявам“. По време на престоя си в Дюселдорф той композира, заедно с Роберт Шуман и неговия ученик Алберт Дитрих, соната за цигулка, предназначена за Йозеф Йоахим, по-късно известна като „F-A-E соната“ (от личното мото на Йоахим „Frei aber einsam“ – „Свободен, но сам“).
Статията на Шуман довежда до първите публикации на произведения на Брамс под неговото собствено име. Той заминава за Лайпциг, където „Брайткопф и Хертел“ издават неговите опуси 1 до 4 (Първа и Втора соната за пиано, Шест песни и Скерцо), а Бартолф Зенф публикува опуси 5 и 6 (Трета соната за пиано и Шест песни). В Лайпциг Брамс изнася рецитали, включващи неговите първи две сонати за пиано и се запознава с музиканти, като Фердинанд Давид, Игнац Мошелес и Ектор Берлиоз.
След опита за самоубийство на Шуман и последвалото му затваряне в психиатричен санаториум край Бон през февруари 1854 г., където той ще остане до края на живота си през 1856 г., Брамс се установява в Дюселдорф, поемайки грижите за домакинството на Клара Шуман. На нея ѝ е забранено да посещава съпруга си до навечерието на смъртта му, но Брамс често ходи на свиждания и се превръща в посредник между съпрузите. Той силно се привързва към Клара, която за него се превръща в идеал на женствеността. Тяхната силно емоционална връзка, която обаче изглежда не преминава границите на близко приятелство, продължава до смъртта на Клара. През юни 1854 г. той ѝ посвещава своя опус 9, Вариации върху тема от Шуман. Клара подпомага кариерата на Брамс, включвайки негова музика в своите концерти.
След издаването на неговия опус 10, Балади за пиано, през 1854 г. Брамс не публикува нищо до 1860 г. Основният му проект през този период е Концерт за пиано №1 – той го започва като произведение за две пиана през 1854 г., но скоро решава, че има нужда от по-мащабен формат. Установил се в Хамбург по това време, с помощта на Клара Шуман той получава място като музикант в малкия двор на Детмолд, столицата на княжество Липе, където прекарва зимите между 1857 и 1860 г. и за който пише своите две „Серенади“ (опуси 11 и 16, 1858 и 1859). В Хамбург основава женски хор, за който пише музика и дирижира. От това време са и неговите първи два квартета за пиано (опуси 25 и 26) и първото действие на Квартет за пиано №3, който е публикуван през 1875 г.
Краят на десетилетието донася на Брамс професионални разочарования. Премиерата на Концерта за пиано в Хамбург на 22 януари 1859 г. с автора като солист е зле приета. На второто представление реакцията на публиката е толкова враждебна, че трябва да му попречат да напусне след първото действие. В резултат на тези реакции издателите Брайткопф и Хертел отказват да приемат новите му композиции и Брамс влиза в контакт с други издатели, сред които Зимрок, който по-късно се превръща в основния му издател.
През 1860 г. Йоханес Брамс се намесва в дебата за бъдещето на германската музика, което също му нанася щети. Той подготвя, заедно с Йоахим и други, критика на последователите на Лист, така наречената Новогерманска школа (макар че самият Брамс харесва музиката на Рихард Вагнер, нейната водеща фигура). Те се противопоставят най-вече на отхвърлянето на традиционните музикални форми и от „обилните нещастни плевели, изникнали от наподобяващите Лист фантазии“. Чернова на текста попада в печата и „Нойе Цайтшрифт фюр Мюзик“ публикува пародия, присмиваща се на Брамс и неговите сътрудници като назадничави. След този случай Брамс никога не се включва в публични полемики на музикална тема.
В личния си живот Брамс също има трудности. През 1859 г. се сгодява за Агате фон Зиболд. Годежът скоро е развален, но дори след това той ѝ пише: „Обичам те! Трябва да те видя отново, но не съм способен да нося вериги. Моля те, пиши ми... дали... мога да дойда отново, за да те притисна с ръцете си, да те целуна и да ти кажа, че те обичам.“ Двамата никога вече не се срещат и по-късно Брамс твърди в писмо до свой приятел, че Агате е неговата „последна любов“.

### Установяване във Виена
Йоханес Брамс се надява да бъде назначен за диригент на Хамбургската филхармония, но през 1862 г. постът е даден на баритона Юлиус Щокхаузен. Брамс не се отказва от желанието си да оглави оркестъра, но когато най-накрая получава предложение за това през 1893 г., се отказва, тъй като е „свикнал с идеята, че ще трябва да върви по други пътища“. През есента на 1862 г. за пръв път посещава Виена, прекарвайки там цялата зима. Той се сближава с двама членове на кръга на Вагнер – по-ранния си приятел Петер Корнелиус и Карл Таузиг, както и с Йозеф Хелмесбергер и Юлиус Епщайн, които са съответно директор и ръководител на обучението по цигулка във Виенската консерватория. Кръгът от виенски познанства на Брамс нараства, включвайки известния критик (и противник на Новогерманската школа) Едуард Ханслик, диригента Херман Леви и хирурга Теодор Билрот, които ще се наредят между най-енергичните му застъпници.
През януари 1863 г. Брамс за пръв път се среща с Рихард Вагнер, пред когото изпълнява завършените през предишната година „Вариации и фуга по тема от Хендел“ (опус 24). Срещата е учтива, въпреки че по-късно Вагнер прави критични и дори обидни забележки за музиката на Брамс. В същото време самият Брамс запазва интерес към музиката на Вагнер, помага в подготовката на виенските му концерти по това време и получава от Таузиг ръкопис на част от Вагнеровата „Танхойзер“, който през 1875 г. Вагнер си поисква обратно. Хенделовите вариации, наред с първия квартет за пиано, са включени във виенските концерти на Брамс, в които изпълнението му е по-добре прието от публиката и критиката, отколкото неговите композиции.
Макар Йоханес Брамс да обмисля възможността да заеме диригентски пост другаде, той все по-често пребивава във Виена и скоро се установява там за постоянно. През 1863 г. е назначен за диригент на Виенската певческа академия и изненадва публиката, използвайки много произведения на ранни германски майстори, като Йохан Себастиан Бах и Хайнрих Шюц, и други ранни композитори, като Джовани Габриели, а по-новата музика е представена от Бетховен и Феликс Менделсон. Той също пише музика за хора, включително своя „Мотет“ (опус 29). Брамс обаче решава, че длъжността му отнема твърде много време, от което се нуждае, за да композира, и той напуска хора през юни 1864 г.
Между 1864 и 1876 г. Брамс често прекарва лятото в Лихтентал, където обикновено пребивава и Клара Шуман със семейството си. Къщата в Лихтентал, където той работи по много от основните си произведения, включително „Германски реквием“ и камерната музика от средния му период, днес е превърната в музей.
През февруари 1865 г. умира майката на Йоханес Брамс и той започва да композира мащабното си хорово произведение „Германски реквием“ (опус 45), шест действия от който са завършени през 1866 г. Първите три действия са изпълнени премиерно във Виена, но за първи път шестте действия са изпълнени в Бремен през 1868 г. с голям успех. Седмо действие – сопрановото соло „Ihr habt nun Traurigkeit“ – е добавено за също толкова успешната лайпцигска премиера през февруари 1869 г., след което творбата обикаля с голям успех сред публиката и критиката както цяла Германия, така и Англия, Швейцария и Русия, превръщайки се в първия международен успех на композитора.
По това време Брамс става популярен и с произведения, като първата група „Унгарски танци“ (1865), „Liebeslieder Walzer“ (опус 52, 1868 – 1869) и сборниците с песни (опус 43 и 46 – 49). Тези успехи са съпътствани от завършването на няколко произведения, върху които работи от много години, като кантатата „Риналдо“ (1863 – 1868), първите два струнни квартета (опус 51, 1865 – 1873), третия квартет за пиано (1855 – 1875) и най-вече неговата „Първа симфония“, която се появява през 1876 г., но е започната още през 1855 г.

### Международна известност
От 1872 до 1875 г. Йоханес Брамс е концертен директор на Дружеството на приятелите на музиката във Виена. Той има грижата оркестърът да се комплектова само с професионални музиканти и дирижира репертоар, включващ композитори от Бах до автори от XIX век, които не са част от Новогерманската школа, като Бетховен, Франц Шуберт, Менделсон, Шуман, Йоахим, Фердинанд Хилер, Макс Брух и самия той (най-вече с мащабните си хорови работи, като „Германски реквием“, „Алтова рапсодия“ и патриотичната „Триумфлид“, отбелязваща пруската победа във Френско-пруската война). През 1873 г. е премиерата на оркестровата композиция „Вариации върху тема от Хайдн“, първоначално замислена за две пиана и превърнала се в една от най-популярните му композиции.
Първа симфония на Брамс е изпълнена пред публика през 1876 г., след две десетилетия подготовка. През този период той работи върху нея много бавно, като стига до финала едва през 1868 г. По време на написването на симфонията той е предпазлив и често самокритичен, като пише на свои приятели, че тя е „дълга и трудна“, „не точно очарователна“ и най-вече „дълга и в до минор“, което, както отбелязва музикологът Ричард Тарускин, показва, че „Брамс продължава образеца на образците: Бетховеновата Пета“.
През май 1876 г. Кеймбриджкият университет предлага почетната степен доктор по музика на Брамс и Йоахим, при условие че композират музика по този повод и отидат лично да получат наградата. Брамс няма желание да пътува до Англия и титлата е получена само от Йоахим, но изпраща по своя приятел свои ръкописи, а Йоахим дирижира английската премиера на Първа симфония на Брамс на 8 март 1877 г. в Кеймбридж.
Въпреки успеха на своята първа симфония, Брамс остава недоволен и основно преработва втората част преди тя да бъде публикувана. Следват поредица добре приети оркестрови композиции – Втора симфония (опус 73, 1877), Концерт за цигулка (опус 77, 1878, посветен е на Йоахим, с когото Брам често се консултира по време на работата върху произведението), Академична увертюра (написана по повод получаването на почетна титла от Бреслауския университет) и Трагична увертюра (1880). По повод определението на Бреслауския университет за Брамс, като „водачът на изкуството на сериозната музика в днешна Германия“ Вагнер коментира злъчно: „Познавам някои известни композитори, които в своите концертни маскаради слагат костюма на уличен певец днес, перуката на Хендел утре, дрехата на еврейски чардаш цигулар по друго време и след това отново облеклото на възвишена симфония, представяща се за Десета.“
По това време Йоханес Брамс вече е признат за водеща фигура в света на музиката. Той е част от журито, което на три пъти, през 1875, 1876 и 1877 г., присъжда Виенската държавна награда на тогава неизвестния композитор Антонин Дворжак, когото препоръчва на своя издател Зимрок. Двамата се срещат за пръв път през 1877 г. и Дворжак посвещава на Брамс своя Струнен квартет №9. Брамс започва да получава и различни държавни отличия – през 1874 г. Лудвиг II Баварски му дава Ордена на Максимилиан, а през 1881 г. любителят на музиката Георг II го награждава с ордена на Саксония-Майнинген.
По това време Брамс решава да промени външния си вид – след като винаги е ходел гладко обръснат, през 1878 г. той изненадва приятелите си, като си пуска брада. През септември пише на диригента Бернхард Шолц: „Пристигам с голяма брада! Подгответе съпругата си за ужасяваща гледка.“ Певецът Джордж Хеншел как след един концерт видял „мъж, непознат за мен, доста здрав, със среден ръст, дълга коса и голяма брада. С много дебел и дрезгав глас той се представи като „музикален директор Мюлер“... миг по-късно всички се смеехме неудържимо на пълния успех на дегизировката на Брамс“. Случаят демонстрира и любовта на Брамс към шегите.

### Последни години
През 1882 г. Йоханес Брамс завършва своя Концерт за пиано №2 (опус 83), посветен на неговия учител Максен. Той е поканен от Ханс фон Бюлов да организира премиерата на концерта с Майнингенския дворцов оркестър – това поставя началото на сътрудничеството му с херцога на Майнинген и с Фон Бюлов. Фон Бюлов високо цени Брамс и в писмо до своята съпруга пише: „Знаеш какво мисля за Брамс: след Бах и Бетховен, най-великият, най-сюблимният от всички композитори.“. През следващите години са премиерите на Симфония № 3 (опус 90, 1883) и Симфония № 4 (опус 98, 1885). Рихард Щраус, който е назначен за асистент на Фон Бюлов в Майнинген и не е убеден в качествата на музиката на Брамс, променя мнението си след Третата симфония и се изказва с ентусиазъм за Четвъртата: „гигантско произведение, величествено по замисъл и развитие“. Друг, макар и предпазлив, поддръжник от младото поколение е Густав Малер, който се запознава с Брамс през 1884 г. – той определя Брамс като превъзхождащ Антон Брукнер, но по-земен от Вагнер и Бетховен.
През 1889 г. Аделберт Теодор Вангеман, представител на американския бизнесмен Томас Едисън, посещава Брамс във Виена и го кани да направи експериментален звукозапис. Композиторът изпълнява на пиано съкратен вариант на своя първи Унгарски танц и на „Die Libelle“ на Йозеф Щраус. Записът е запазен до наши дни, но макар текстовото въведение да е записано съвсем ясно, изпълнението на пиано е с много лошо качество, заради силния повърхностен шум. През същата година Брамс е обявен за почетен гражданин на Хамбург и до 1948 г. е единственият, роден в града.
Йоханес Брамс умира на 3 април 1897 г. във Виена от рак на черния дроб.

## Музика
Брамс е автор на няколко големи произведения за оркестър, включително четири симфонии всичките в 4 части – най-високият образец в световната музика, два концерта за пиано, Концерт за цигулка, Двоен концерт за цигулка и чело, както и на голямото хорово произведение Ein deutsches Requiem (Немски реквием). Творчеството на Брамс е също богато на вариации, най-известните от които са Вариации и фуга по тема от Хендел, Вариации по Паганини и Вариации по тема от Йозеф Хайдн. Той е автор и на композиции за пиано, струнни квартети и квинтети, както и на над 200 песни. Брамс никога не е писал опери, нито характерните за 19 век тонални поеми.